# Ceroptera pelengensis
Ceroptera pelengensis är en tvåvingeart som beskrevs av Vanschytbroeck 1959. Ceroptera pelengensis ingår i släktet Ceroptera och familjen hoppflugor.
Artens utbredningsområde är Kongo. Inga underarter finns listade i Catalogue of Life.